# Dekanat North (archidiecezja Glasgow)
Dekanat North – jeden z 8 dekanatów rzymskokatolickiej archidiecezji Glasgow w Szkocji. 
Według stanu na październik 2016 w skład dekanatu North wchodziło 9 parafii rzymskokatolickich. 

## Lista parafii
Źródło:
| Lp. | Miejscowość        | Parafia                                              | Grafika | Kościół                                                        | Adres |
| --- | ------------------ | ---------------------------------------------------- | ------- | -------------------------------------------------------------- | ----- |
| 1   | Glasgow-Lambhill   | Parafia św. Agnieszki                                |         | Kościół św. Agnieszki w Glasgow                                |       |
| 2   | Glasgow-Springburn | Parafia św. Alojzego                                 |         | Kościół św. Alojzego w Glasgow                                 |       |
| 3   | Milton             | Parafia św. Augustyna                                |         | Kościół św. Augustyna w Milton                                 |       |
| 4   | Glasgow-Balornock  | Parafia św. Katarzyny Laboure                        |         | Kościół św. Katarzyny Laboure w Glasgow                        |       |
| 5   | Glasgow-Balornock  | Parafia Niepokalanego Serca Najświętszej Maryi Panny |         | Kościół Niepokalanego Serca Najświętszej Maryi Panny w Glasgow |       |
| 6   | Glasgow-Townhead   | Parafia św. Mungo                                    |         | Kościół św. Mungo w Glasgow                                    |       |
| 7   | Glasgow-Provanmill | Parafia św. Filomeny                                 |         | Kościół św. Filomeny w Glasgow                                 |       |
| 8   | Garngad            | Parafia św. Rocha                                    |         | Kościół św. Rocha w Garngad                                    |       |
| 9   | Glasgow-Possilpark | Parafia św. Teresy                                   |         | Kościół św. Teresy w Glasgow                                   |       |